# Kroatien vid världsmästerskapen i friidrott 2023
Kroatien tävlade vid världsmästerskapen i friidrott 2023 i Budapest i Ungern mellan den 19 och 27 augusti 2023.

## Resultat
Kroatiens trupp bestod av nio idrottare.

### Herrar
Gång- och löpgrenar
| Idrottare      | Gren      | Försöksheat | Försöksheat | Semifinal        | Semifinal        | Final            | Final            |
| Idrottare      | Gren      | Resultat    | Placering   | Resultat         | Placering        | Resultat         | Placering        |
| -------------- | --------- | ----------- | ----------- | ---------------- | ---------------- | ---------------- | ---------------- |
| Marino Bloudek | 800 meter | 1.46,63     | 7           | Gick inte vidare | Gick inte vidare | Gick inte vidare | Gick inte vidare |

Teknikgrenar
| Idrottare        | Gren        | Kval    | Kval      | Final            | Final            |
| Idrottare        | Gren        | Distans | Placering | Distans          | Placering        |
| ---------------- | ----------- | ------- | --------- | ---------------- | ---------------- |
| Filip Pravdica   | Längdhopp   | 7,74    | 23        | Gick inte vidare | Gick inte vidare |
| Filip Mihaljević | Kulstötning | 21,10   | 8 q       | 21,57            | 7                |
| Martin Marković  | Diskus      | 61,88   | 26        | Gick inte vidare | Gick inte vidare |

### Damer
Gång- och löpgrenar
| Idrottare      | Gren    | Final        | Final     |
| Idrottare      | Gren    | Resultat     | Placering |
| -------------- | ------- | ------------ | --------- |
| Bojana Bjeljac | Maraton | 2:35.49 0SB0 | 33        |

Teknikgrenar
| Idrottare       | Gren          | Kval       | Kval      | Final            | Final            |                  |                  |
| Idrottare       | Gren          | Distans    | Placering | Distans          | Placering        |                  |                  |
| --------------- | ------------- | ---------- | --------- | ---------------- | ---------------- | ---------------- | ---------------- |
| Jana Koščak     | Höjdhopp      | 0DNS0      | 0DNS0     | Gick inte vidare | Gick inte vidare |                  |                  |
| Sandra Perković | Diskus        | 65,62 0SB0 | 3 Q       | 66,57 0SB0       | 5                |                  |                  |
| Marija Tolj     | Diskus        | 58,92      | 18        | Gick inte vidare | Gick inte vidare | Gick inte vidare | Gick inte vidare |
| Sara Kolak      | Spjutkastning | 55,89      | 23        | Gick inte vidare | Gick inte vidare |                  |                  |